# VISUAL PRISON 視覺監獄
《Visual Prison》是A-1 Pictures製作的日本原創電視動畫，於2021年10月8日至12月24日播映。
日本空氣樂隊Golden Bomber的喜矢武豐和歌廣場淳會客串出演。

## 角色列表

### O★Z
結希安傑（聲：千葉翔也）
本作主角。半吸血鬼。日本人。身高175公分。出生日3月31日，牡羊座。印象色橘色。
基爾提亞·布里翁（聲：古川慎）
暱稱「基爾」（ギル），法國人。250歲。身高185公分。出生日12月24日，摩羯座。印象色深藍色。
原「ECLIPSE」成員，因個人原因解散「ECLIPSE」。
伊芙·路易斯（聲：七海弘希）
芬蘭人。身高183公分。出生日7月1日，巨蟹座。印象色紫色。
羅賓‧拉菲特（聲：堀江瞬）
英國人。身高177公分。出生日10月22日，天秤座。印象色黃色。

### LOS†EDEN
薩迦·拉圖爾（聲：江口拓也）。
英國人。60歲。身高188公分。出生日9月18日，處女座。印象色紅色。
原「ECLIPSE」成員，解散後成立「LOS†EDEN」。
密斯托·弗萊沃（聲：島崎信長）。
日本人。身高187公分。出生日11月13日，天蠍座。印象色天藍色。
沃芙·伊莉沙白（聲：永塚拓馬）。
匈牙利人。450歲。身高165公分。出生日8月7日，獅子座。印象色粉色。
加入LOS†EDEN為Rouge Lien的店長。
傑克·木桐（聲：矢野獎吾）。
英國人。身高155公分。出生日10月22日，天秤座。印象色綠色。

### ECLIPSE
迪米托利‧羅曼尼（聲：增田俊樹）。
法國人。250歲。195公分。出生日5月5日，金牛座。
海德‧佳葉（聲：蒼井翔太）。
法國人。250歲。190公分。出生日2月14日，水瓶座。印象色白色。

### 其他
熊喵（聲：杉田智和）
長瀨豐（聲：木村良平）
安傑的爸爸。基爾的好朋友。因車禍過世。
結希琴美（聲：小林沙苗）
安傑的媽媽。因車禍過世。

## 電視動畫

### 製作人員
- 原作：上松範康、Afredes
- 總導演：古田丈司
- 導演：田中智也
- 系列構成：菅原雪繪
- 人物原案：片桐郁美
- 人物設定：芝美奈子
- 副人物設定：山口仁七、矢向宏志、横山穗乃花
- 道具設計：木藤貴之
- 總作畫監督：矢向宏志、山口仁七、川崎玲奈
- 美術監修：加藤浩
- 美術設定：加藤浩、
- 美術監督：坂上裕文
- 色彩設計：、森田真由
- 攝影監督：鈴木彬人
- CG監督：雲藤隆太
- 剪輯：西村英一
- 音響監督：本山哲
- 音樂：Elements Garden（藤間仁、菊田大介、近藤世真）[2]
- 音樂制作：Aniplex、ARIA Entertainment[2]
- 音樂製作人：上松範康[3]
- 動畫製作：A-1 Pictures
- 製作：Project VP[4]

### 集數列表
| 集數 | 日文標題         | 中文標題       | 插入曲                                              | 編劇     | 分鏡     | 演出   | 作畫監督                               | 總作畫監督 | 首播日期 （2021年） |
| ---- | ---------------- | -------------- | --------------------------------------------------- | -------- | -------- | ------ | -------------------------------------- | ---------- | ------------------- |
| #1   |                  | Guilty cross   | ギルティ†クロス、玉座のGEMINI、BLOODY KISS          | 菅原雪繪 | 古田丈司 | 飛田剛 | 石崎夏海、木藤貴之、石川洋一、牛尾優衣 | 矢向宏志   | 10月8日             |
| #2   |                  | Charme的輪迴   | シャルムの輪廻                                      | 菅原雪繪 |          |        |                                        |            | 10月15日            |
| #3   | AI=ZO            | 愛=恨          | 極上Jealousy、AI=ZO                                 |          |          |        |                                        |            | 10月22日            |
| #4   | Nemesis          | Nemesis        | Nemesis                                             |          |          |        |                                        |            | 10月29日            |
| #5   | Wing with wind   | Wing with wind | Wing with wind                                      |          |          |        |                                        |            | 11月5日             |
| #6   | 残酷シャングリラ | 殘酷Shangri-La | Heart Jack、残酷シャングリラ、BLOODY KISS           |          |          |        |                                        |            | 11月12日            |
| #7   | My Principal     | My Principal   | My Principal                                        |          |          |        |                                        |            | 11月19日            |
| #8   | 銀河ティアラ     | 銀河Tiara      | 銀河ティアラ                                        |          |          |        |                                        |            | 11月26日            |
| #9   | ROYAL CROWN      | ROYAL CROWN    | ROYAL CROWN                                         |          |          |        |                                        |            | 12月3日             |
| #10  | K or K           | K or K         | K or K                                              |          |          |        |                                        |            | 12月10日            |
| #11  | Sky              | Sky            | Sky                                                 |          |          |        |                                        |            | 12月17日            |
| #12  | ANGELIST         | ANGELIST       | 残酷シャングリラ、玉座のGEMINI、SACRIFICE、ANGELIST |          |          |        |                                        |            | 12月24日            |

### 主題曲
玉座のGEMINI
作詞、作曲：上松範康，編曲：都丸椋太
主唱：迪米托利‧羅曼尼（增田俊樹）、海德‧佳葉（蒼井翔太）
BLOODY KISS
作詞、作曲：上松範康，編曲：竹田祐介
主唱：薩迦·拉圖爾（江口拓也）、密斯托·弗萊沃（島崎信長）、沃芙·伊莉沙白（永塚拓馬）、傑克·木桐（矢野獎吾）
ギルティ†クロス
作詞、作曲：上松範康，編曲：藤永龍太郎
主唱：結希安傑（千葉翔也）、基爾提亞·布里翁（古川慎）
シャルムの輪廻
作詞、作曲：上松範康，編曲：竹田祐介
主唱：沃芙·伊莉沙白（永塚拓馬）
極上Jealousy
作詞、作曲：上松範康，編曲：日高勇輝
主唱：傑克·木桐（矢野獎吾）
AI=ZO
作詞、作曲：上松範康，編曲：藤永龍太郎
主唱：傑克·木桐（矢野獎吾）、羅賓‧拉菲特（堀江瞬）
Nemesis
作詞、作曲：上松範康，編曲：竹田祐介
主唱：伊芙·路易斯（七海弘希）
Wing with wind
作詞、作曲：上松範康，編曲：藤永龍太郎
主唱：結希安傑（千葉翔也）
Heart Jack
作詞、作曲：上松範康，編曲：笠井雄太
主唱：羅賓‧拉菲特（堀江瞬）
残酷シャングリラ
作詞、作曲：上松範康，編曲：藤永龍太郎、竹田祐介
主唱：結希安傑（千葉翔也）、基爾提亞·布里翁（古川慎）、伊芙·路易斯（七海弘希）、羅賓‧拉菲特（堀江瞬）
My Principal
作詞、作曲：上松範康，編曲：竹田祐介
主唱：密斯托·弗萊沃（島崎信長）
銀河ティアラ
作詞、作曲：上松範康，編曲：竹田祐介
主唱：卡爾米拉（七海弘希）
ROYAL CROWN
作詞、作曲：上松範康，編曲：都丸椋太
主唱：迪米托利‧羅曼尼（增田俊樹）、海德‧佳葉（蒼井翔太）
K or K
作詞、作曲：上松範康，編曲：竹田祐介
主唱：薩迦·拉圖爾（江口拓也）
Sky
作詞、作曲：上松範康，編曲：藤永龍太郎
主唱：基爾提亞·布里翁（古川慎）
SACRIFICE
作詞、作曲：上松範康，編曲：竹田祐介
主唱：薩迦·拉圖爾（江口拓也）、密斯托·弗萊沃（島崎信長）、沃芙·伊莉沙白（永塚拓馬）、傑克·木桐（矢野獎吾）
ANGELIST
作詞、作曲：上松範康，編曲：藤永龍太郎、竹田祐介
主唱：結希安傑（千葉翔也）、基爾提亞·布里翁（古川慎）、伊芙·路易斯（七海弘希）、羅賓‧拉菲特（堀江瞬）

## 播映平台
日本深夜動畫：下文記載的日本国内播放時間使用日本標準時間（UTC+9）表示。因為部分時間标识會採用30小时制，因此請留意这类超过24:00的时间，其實際播放時間為翌日清晨。
| 播放日期                 | 播放時間（UTC+9）    | 播放電視台     | 播放地區   | 備註                     |
| ------------------------ | -------------------- | -------------- | ---------- | ------------------------ |
| 2021年10月8日－12月24日  | 星期五 24:00 - 24:30 | TOKYO MX       | 東京都     |                          |
| 2021年10月8日－12月24日  | 星期五 24:00 - 24:30 | 栃木電視台     | 栃木縣     |                          |
| 2021年10月8日－12月24日  | 星期五 24:00 - 24:30 | 群馬電視台     | 群馬縣     |                          |
| 2021年10月8日－12月24日  | 星期五 24:00 - 24:30 | BS11           | 日本全國   | 衞星廣播，「ANIME+」節目 |
| 2021年10月9日－12月25日  | 星期六 26:30 - 27:00 | 朝日放送電視台 | 近畿廣域圏 |                          |
| 2021年10月9日－12月25日  | 星期六 26:30 - 27:00 | 名古屋電視台   | 中京廣域圏 |                          |
| 2021年10月13日－12月29日 | 星期三 24:30 - 25:00 | WOWOW          | 日本全國   | 衞星廣播                 |

| 播映地區 | 播映平台 | 播映日期                | 播映時間              | 備註  |
| -------- | --- | ----------------------- | --------------------- | ----- |
| 台灣     | 巴哈姆特動畫瘋、中華電信MOD、Hami Video、LiTV 線上影視、myVideo 影音隨看、遠傳friDay影音 中嘉bb寬頻.bbTV、KKTV、LINE TV、Yahoo TV 一起看、CATCHPLAY、bilibili | 2021年10月8日－12月24日 | 星期五 24:30（UTC+8） | [ 6 ] |

## 外部連結
- 官方網站（日語）
- VISUAL PRISON 視覺監獄的X（前Twitter）（日語）
- VISUAL PRISON 視覺監獄的Instagram帳戶（日語）